# Industry, Texas
Industry är en ort i Austin County i Texas. Vid 2010 års folkräkning hade Industry 304 invånare.
Industry var den första permanenta tyska bosättningen i Texas. Till detta ändamål fick Johann Friedrich Ernst med familj ett landområde av den mexikanska regeringen 1831. Charles Fordtran fick sedan en fjärdedel av området som belöning för sin insats som lantmätare. Republiken Texas fattade 1837 beslut om att grunda ett postkontor i Industry.